# Brachyglossina suboranaria
Brachyglossina suboranaria là một loài bướm đêm trong họ Geometridae.